# Риебини
Рие́бини (латыш. Riebiņi, до 1917 года — Рыбинишки) — село на юго-востоке Латвии, административный центр Риебинской волости. Расположено на берегу реки Фейманка в 6 км от Прейли и в 213 км от Риги. По данным на 2018 год, в населённом пункте проживало 799 человек.
В Риебини расположена административные учреждения, средняя школа, детсад, дом культуры, библиотека, римско-католическая церковь, православная церковь Св. Николая, парк и конезавод.

## История
Название Риебинская усадьба заимствовала от своего владельца рыцаря Ливонского ордена Генриха Ребиндера, которому эти владения в центре Латгалии в XVI веке магистр ордена Плеттенберг передал в управление. Во времена Польской Инфляндии в XVII веке усадьба перешла во владение семьи Корфу и стало именоваться Кревенмуйжа. С 1716 года усадьба принадлежала семье фон Берк, с 1758 года — чиновнику Михалу Вейсенхофу. В XVIII веке рядом с усадьбой начало образовываться местечко Рыбинишки.
В 1874 году усадьбу приобретает литовец, генерал-майор, инженер Станислав Кербедзис (1810—1899), руководитель строительства железнодорожной линии Санкт-Петербург — Варшава. По приглашению дочери владельца, Евгении в имении гостили польские живописцы.
По земельной реформе 1920 года территория усадьбы площадью 573 га была разделена на 66 участков. Здание усадьбы перестроили под Риебинскую школу.
В 1925 году Риебини получили статус села.
Уже в начале XIX века здесь начали селиться евреи. В 1897 году из 584 жителей они составляли 533 человека (91,3 %). В начале XX века многие из них выехали в Палестину и США, и к 1935 году доля еврейского населения составляла 68,3 % (317 из 464 жителей).
В советское время населённый пункт был центром Риебинского сельсовета Прейльского района. В селе располагалась центральная усадьба колхоза «Красный Октябрь».